# Lysionotus kingii
Lysionotus kingii är en tvåhjärtbladig växtart som först beskrevs av Charles Baron Clarke, och fick sitt nu gällande namn av Olive Mary Hilliard. Lysionotus kingii ingår i släktet Lysionotus och familjen Gesneriaceae. Inga underarter finns listade i Catalogue of Life.